# فرودگاه اوست-کوت
فرودگاه اوست-کوت (به انگلیسی: Ust-Kut Airport) (به روسی: Аэропорт Усть-Кут) یک فرودگاه همگانی با کد یاتا UKX است که یک باند فرود بتن دارد و طول باند آن ۲۰۰۰ متر است. این فرودگاه در شهر اوست-کوت کشور روسیه قرار دارد و در ارتفاع ۶۶۷ متری از سطح دریا واقع شده‌است.

## نگارخانه

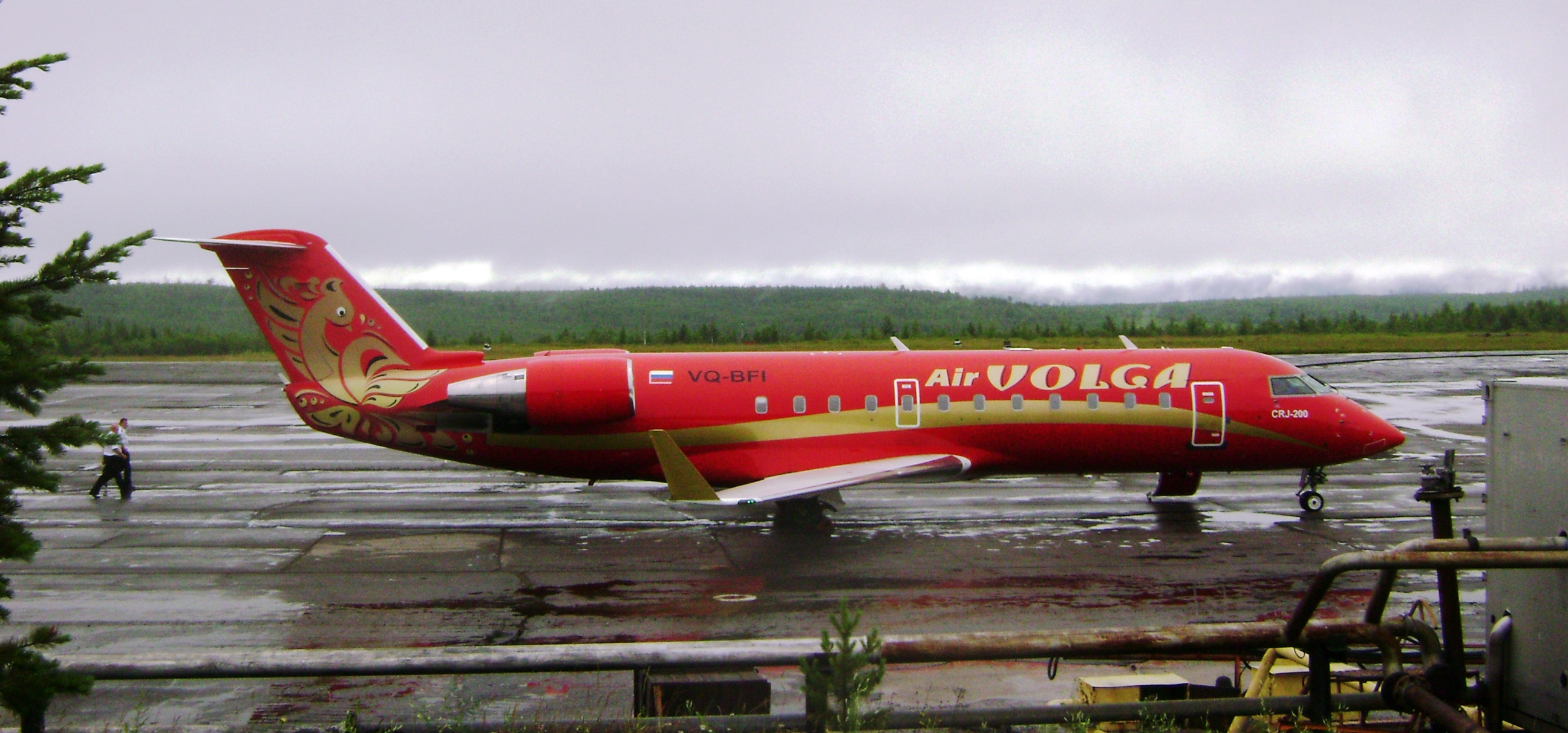
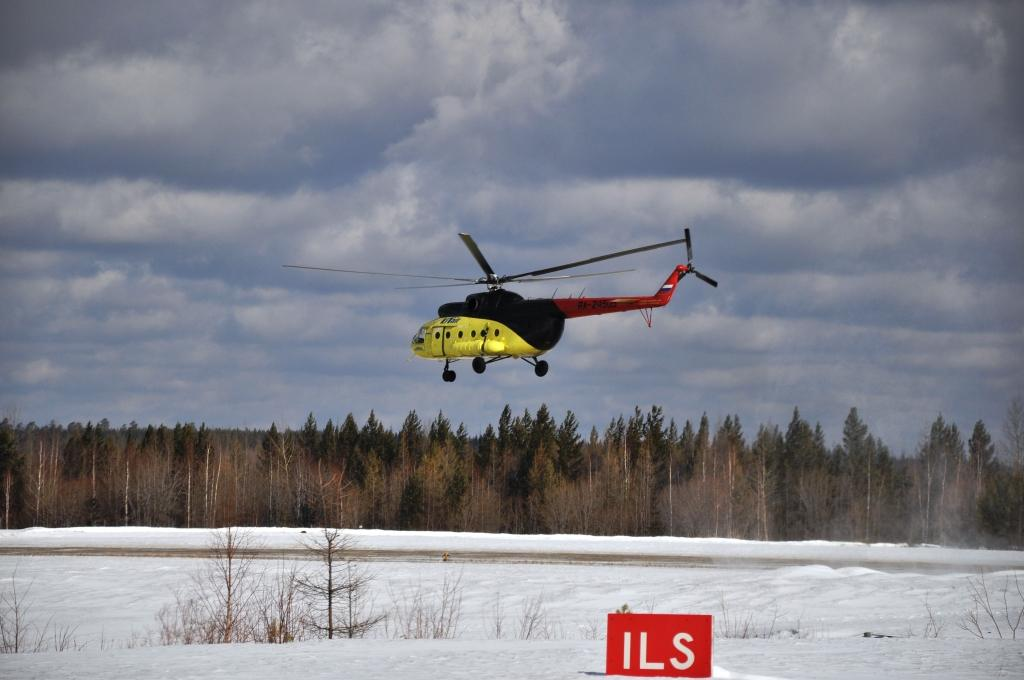
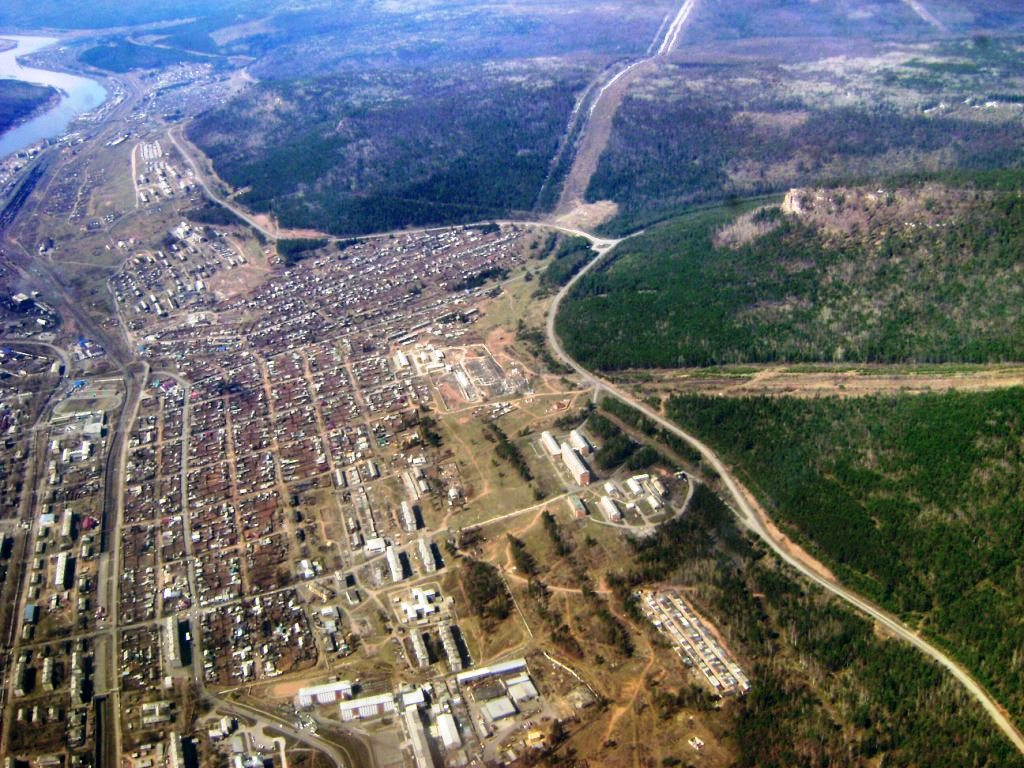
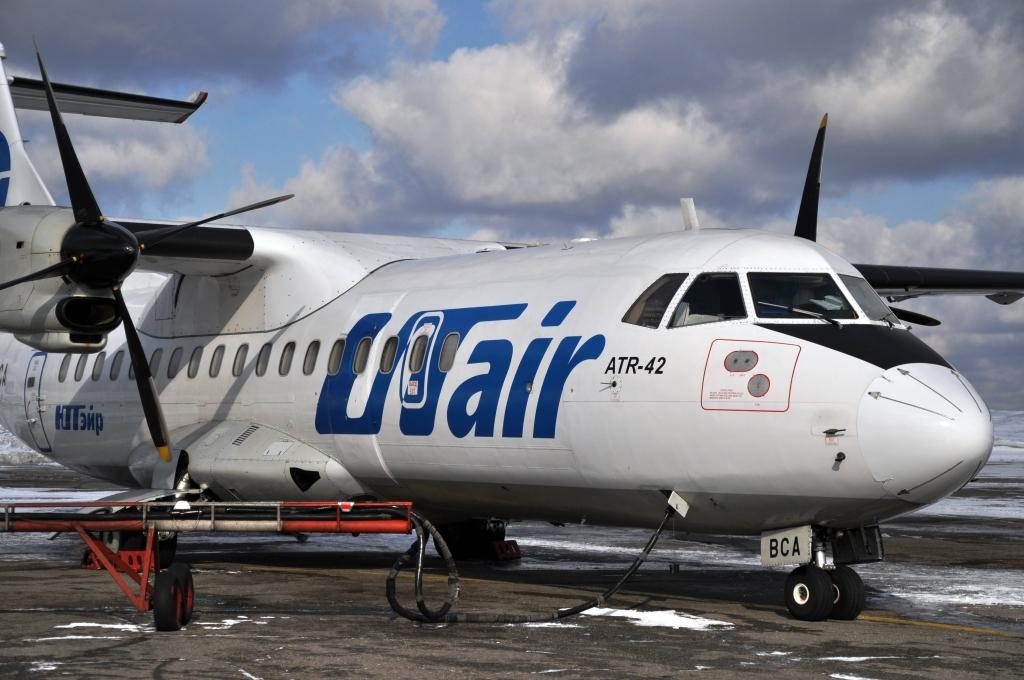
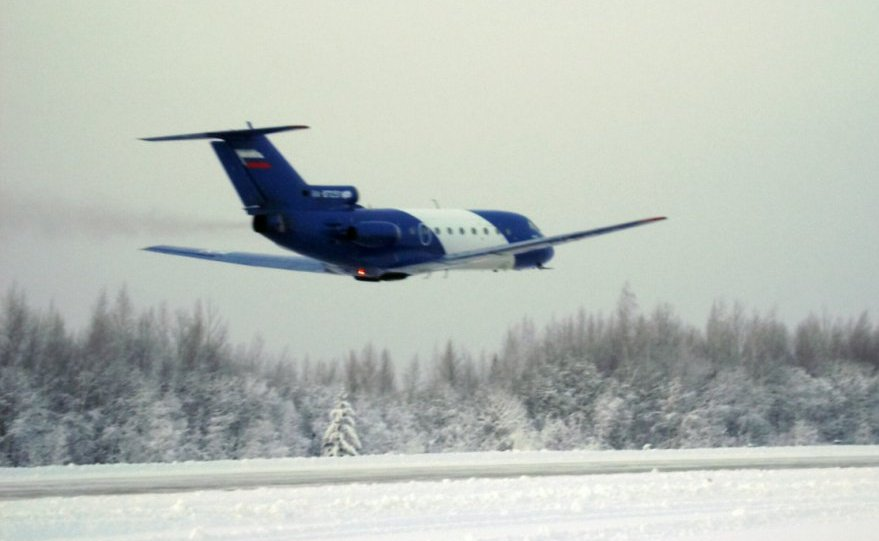
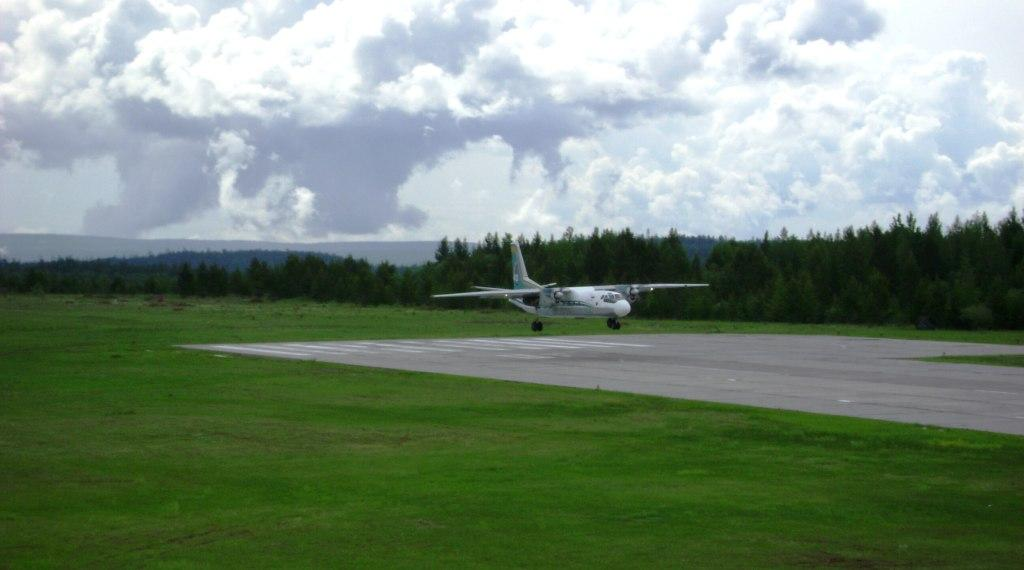
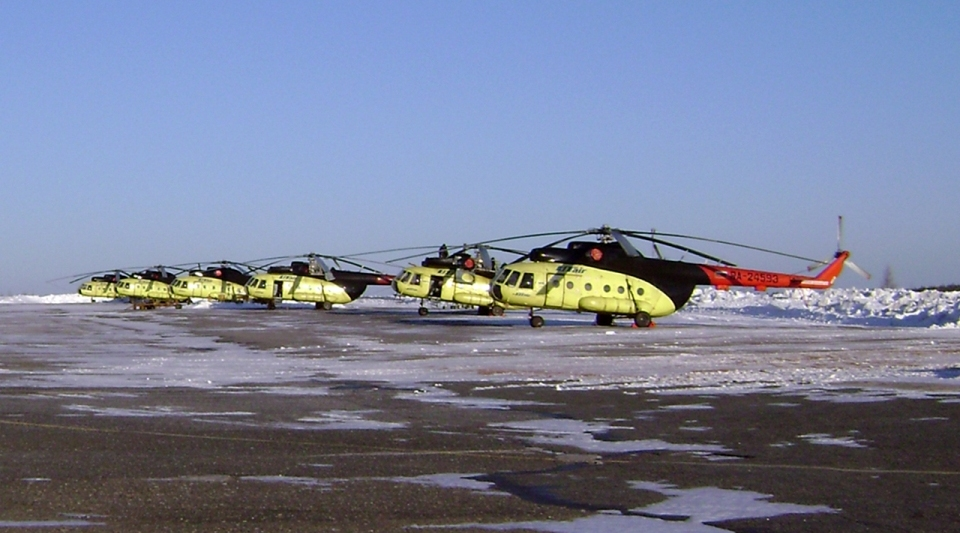
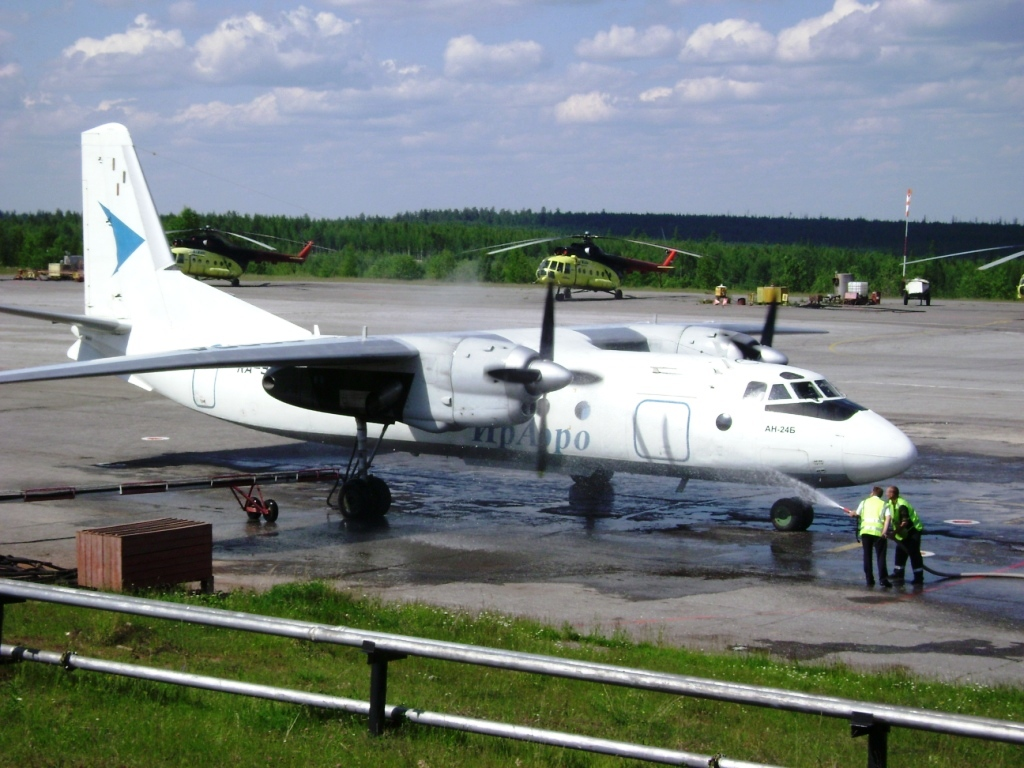
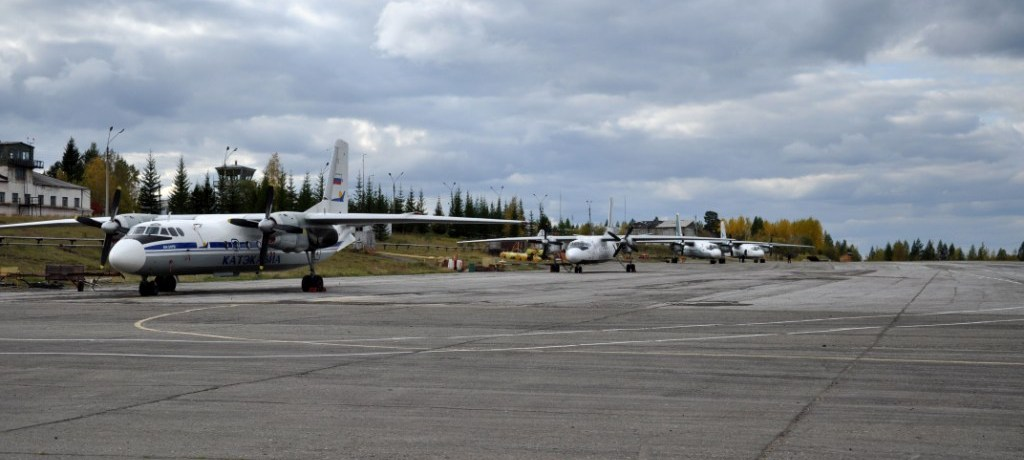
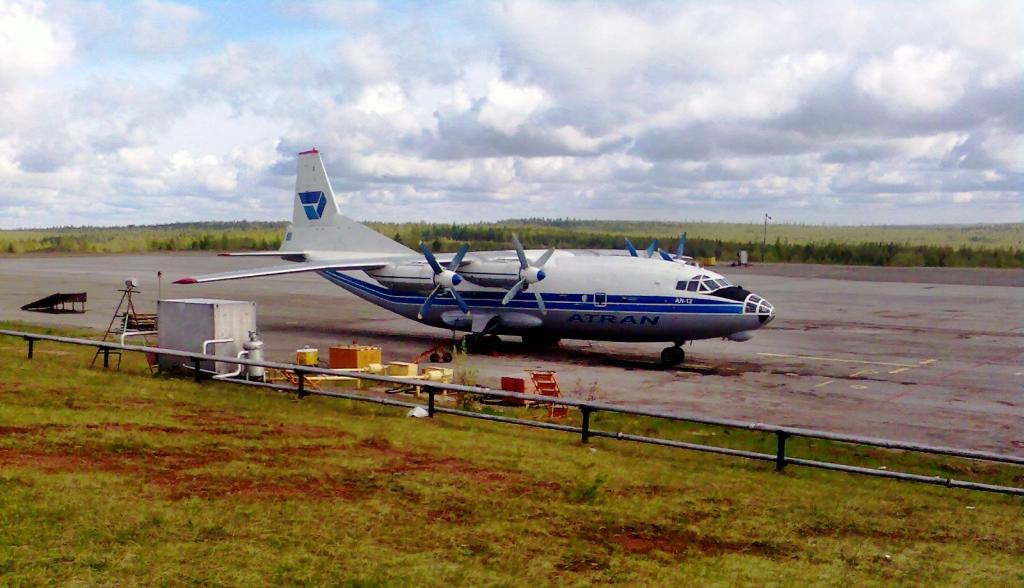
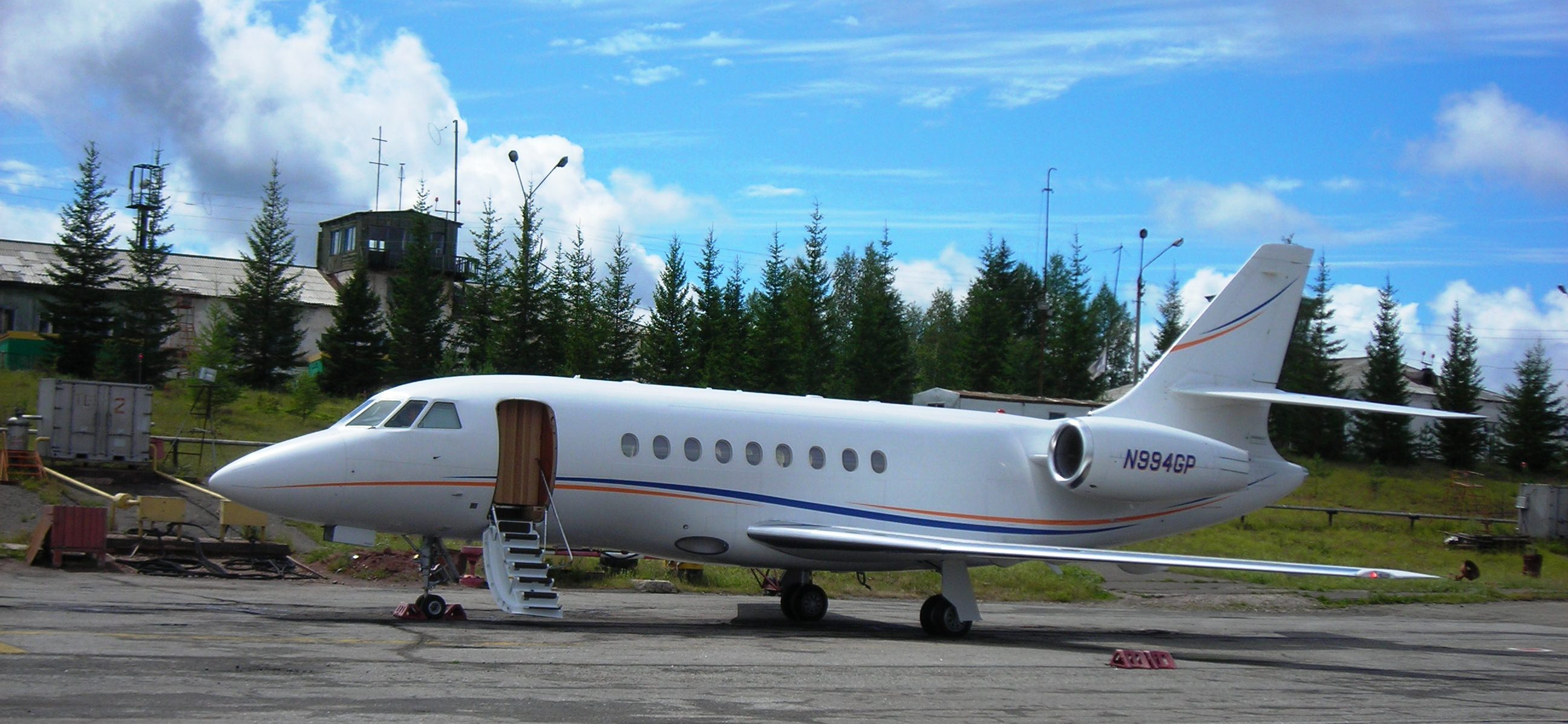
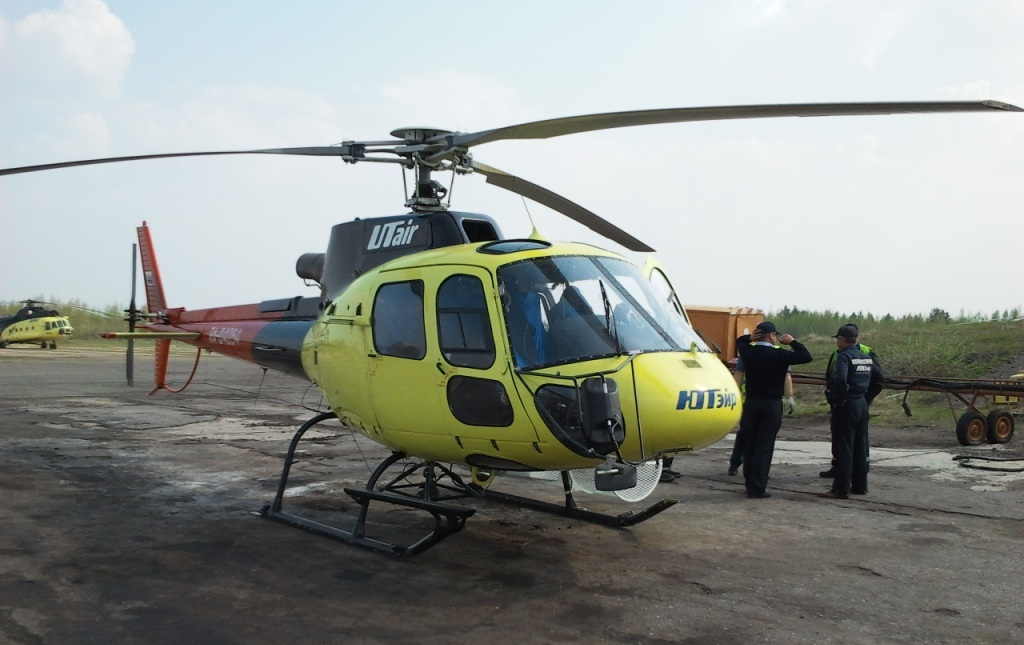
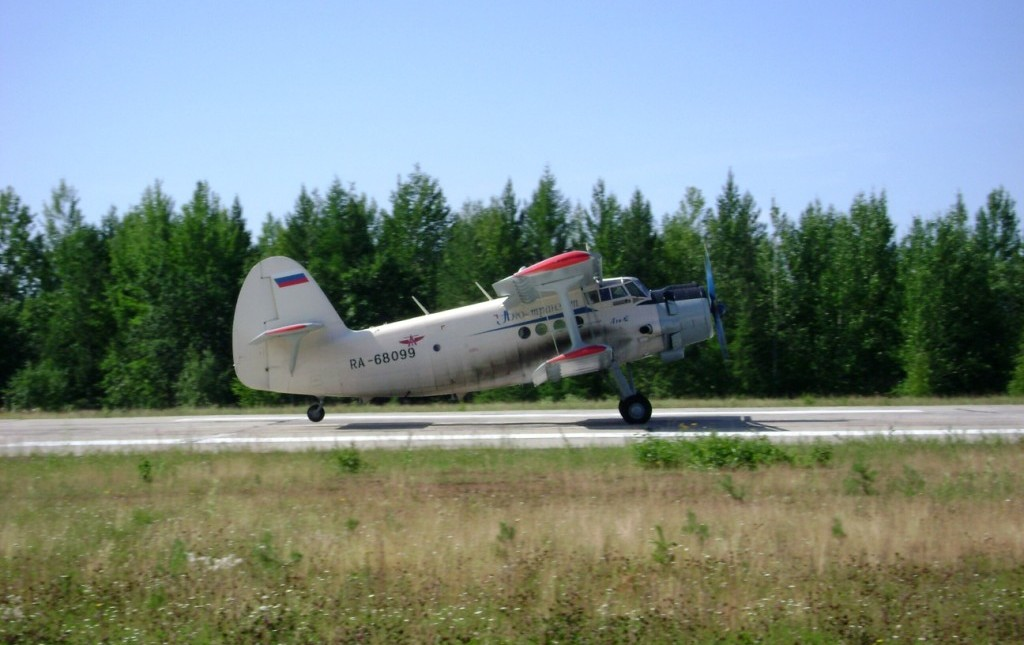
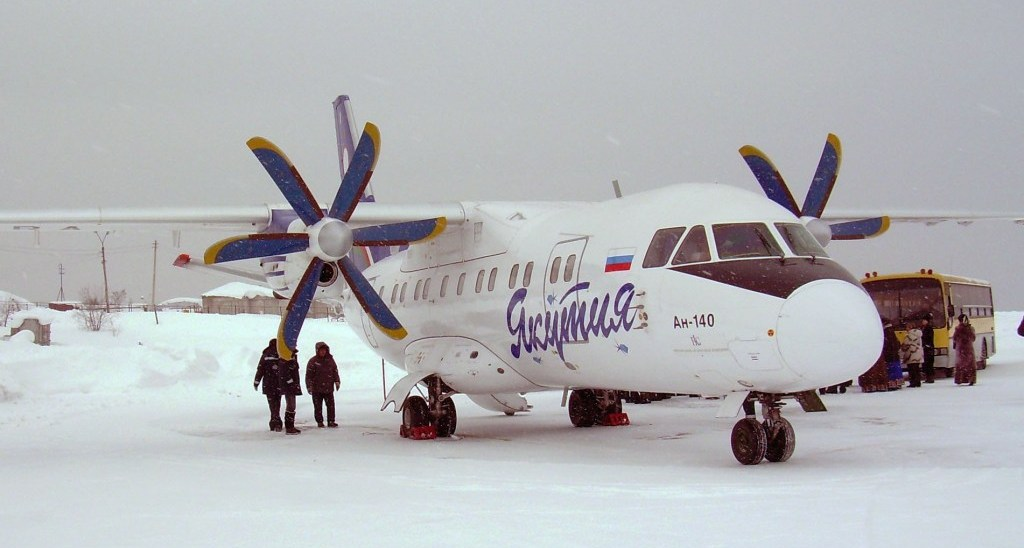
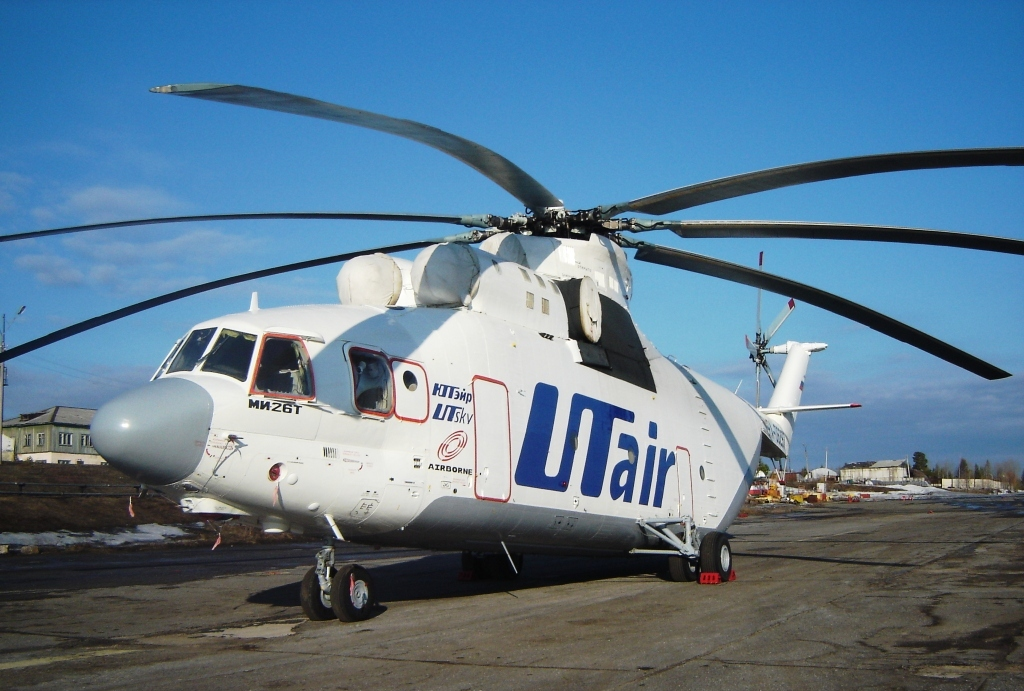
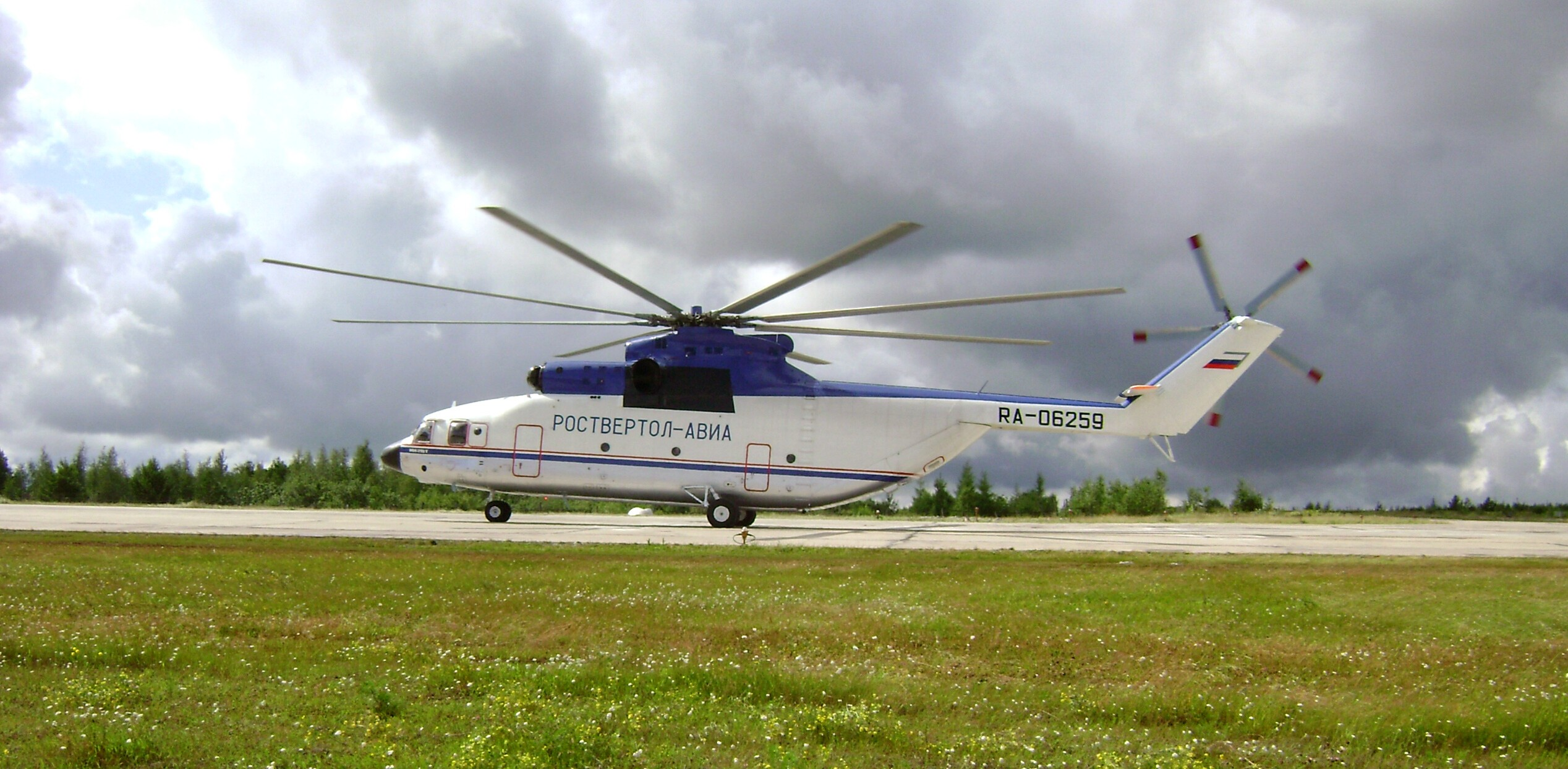
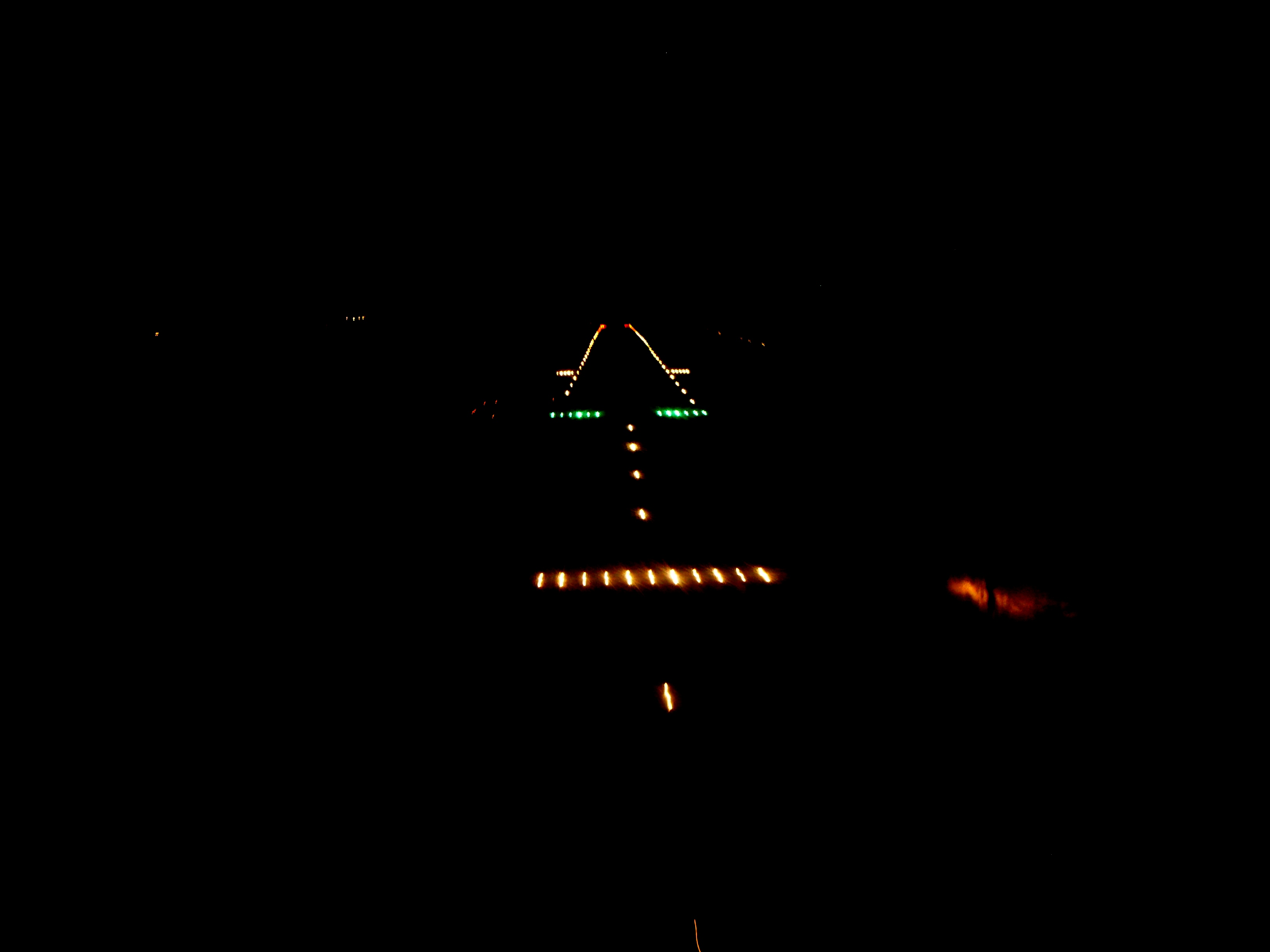

## شرکت‌های هواپیمایی و مقصدهای پروازی
| شرکت‌های هواپیمایی | مقصدهای پروازی                 |
| ----------------- | ------------------------------ |
| آنگارا ایرلاینز   | ایرکوتسک                       |
| ایر آئرو          | ایرکوتسک                       |
| Turukhan          | ایرکوتسک، کراسنویارسک چرمشانکا |